# Campeonato Mundial de Atletismo de 2011 - Salto em distância masculino
O salto em distância masculino do Campeonato Mundial de Atletismo de 2011 foi disputada entre os adias 1 e 2 de setembro  no Daegu Stadium, em Daegu

## Recordes
Antes desta competição, os recordes mundiais e do campeonato nesta prova eram os seguintes:
| Tipo                  | Atleta      | Distância | Local  | Data                 | Ref |
| --------------------- | ----------- | --------- | ------ | -------------------- | --- |
|                       | Mike Powell | 8.95      | Tóquio | 30 de agosto de 1991 | ver |
| Recorde do campeonato | Mike Powell | 8.95      | Tóquio | 30 de agosto de 1991 | ver |

## Medalhistas
| Ouro                  | Prata               | Bronze                    |
| Dwight Phillips (USA) | Mitchell Watt (AUS) | Ngonidzashe Makusha (ZIM) |

## Cronograma
| Data          | Hora  | Evento        |
| ------------- | ----- | ------------- |
| 1 de setembro | 11:35 | Primeira fase |
| 2 de setembro | 19:20 | Final         |

Todos os horários são horas locais (UTC +9)

## Resultados

### Primeira fase
Qualificação: Desempenho de qualificação 8,15 m (Q) ou pelo menos 12 melhores (q) avançam para a final. 
| Colocação | Grupo | Atleta                    | Nacionalidade  | 1º prova | 2º prova | 3º prova | Resultado | Notas  |
| --------- | ----- | ------------------------- | -------------- | -------- | -------- | -------- | --------- | ------ |
| 1         | A     | Dwight Phillips           | Estados Unidos | 8,32     |          |          | 8,32      | Q (SB) |
| 2         | A     | Mitchell Watt             | Austrália      | 6,43     | 8,15     |          | 8,15      | Q      |
| 3         | A     | Christian Reif            | Alemanha       | x        | 8,13     | x        | 8,13      | q      |
| 4         | B     | Ngonidzashe Makusha       | Zimbabwe       | 8,05     | 7,83     | 8,11     | 8,11      | q      |
| 5         | B     | Sebastian Bayer           | Alemanha       | 8,11     | -        | -        | 8,11      | q      |
| 6         | B     | Marcos Chuva              | Portugal       | x        | 8,10     | x        | 8,10      | q      |
| 7         | B     | Will Claye                | Estados Unidos | 7,83     | 7,94     | 8,09     | 8,09      | q      |
| 8         | A     | Aleksandr Menkov          | Rússia         | 8,07     | x        | -        | 8,07      | q      |
| 9         | A     | Yahya Berrabah            | Marrocos       | x        | 8,03     | 8,05     | 8,05      | q      |
| 10        | B     | Luvo Manyonga             | África do Sul  | 7,77     | 7,72     | 8,04     | 8,04      | q      |
| 11        | A     | Deokhyeon Kim             | Coreia do Sul  | 7,86     | 7,99     | 8,02     | 8,02      | q (SB) |
| 12        | A     | Christopher Tomlinson     | Grã-Bretanha   | 7,95     | 7,84     | 8,02     | 8,02      | q      |
| 13        | A     | Marquise Goodwin          | Estados Unidos | 7,92     | 7,78     | 8,02     | 8,02      |        |
| 14        | B     | Loúis Tsátoumas           | Grécia         | 8,01     | 7,89     | x        | 8,01      |        |
| 15        | B     | Greg Rutherford           | Grã-Bretanha   | 8,00     | x        | -        | 8,00      |        |
| 16        | A     | Godfrey Khotso Mokoena    | África do Sul  | x        | x        | 8,00     | 8,00      |        |
| 17        | A     | Ignisious Gaisah          | Gana           | x        | 7,92     | 7,78     | 7,92      |        |
| 18        | B     | Eusebio Cáceres           | Espanha        | 7,60     | 7,90     | 7,91     | 7,91      |        |
| 19        | B     | Tyrone Smith              | Bermudas       | x        | 7,79     | 7,91     | 7,91      |        |
| 20        | A     | Damar Forbes              | Jamaica        | x        | x        | 7,91     | 7,91      |        |
| 21        | B     | Fabrice Lapierre          | Austrália      | 7,80     | 7,89     | 7,76     | 7,89      |        |
| 22        | B     | Irving Saladino           | Panamá         | x        | x        | 7,84     | 7,84      |        |
| 23        | A     | Luis Felipe Méliz         | Espanha        | 7,80     | 7,69     | 7,82     | 7,82      |        |
| 24        | A     | Robert Crowther           | Austrália      | 7,74     | 7,64     | 7,67     | 7,74      |        |
| 25        | B     | Raymond Higgs             | Bahamas        | x        | 7,72     | x        | 7,72      |        |
| 26        | A     | Jorge McFarlane           | Peru           | x        | x        | 7,66     | 7,66      |        |
| 27        | A     | Michel Tornéus            | Suécia         | x        | 7,62     | 7,65     | 7,65      |        |
| 28        | A     | Salim Sdiri               | França         | 7,49     | 7,58     | 7,48     | 7,58      |        |
| 29        | B     | Lin Ching-Hsuan           | Taipé Chinesa  | 7,30     | x        | x        | 7,30      |        |
| 30        | B     | Kristinn Torfason         | Islândia       | 5,52     | 6,25     | 7,17     | 7,17      |        |
| 31        | B     | Trevell Quinley           | Estados Unidos | 7,09     | x        | x        | 7,09      |        |
| 32        | B     | Su Xiongfeng              | China          | 7,03     |          |          | 7,03      |        |
|           | A     | Mohamed Fathalla Difallah | Egito          | x        | x        | x        | NM        |        |
|           | A     | Povilas Mykolaitis        | Lituânia       | x        | x        | x        | NM        |        |
|           | B     | Henry Dagmil              | Filipinas      | x        | x        | x        | NM        |        |
|           | B     | Stanley Gbagbeke          | Nigéria        | 0.00 !   | 0.00 !   | 0.00 !   | DNS       |        |

### Final
A final foi iniciada as 19:20. 
| Colocação         | Atleta                | Nacionalidade  | 1º prova | 2º prova | 3º prova | 4º prova | 5º prova | 6º prova | Resultado | Notas |
| ----------------- | --------------------- | -------------- | -------- | -------- | -------- | -------- | -------- | -------- | --------- | ----- |
| Medalha de ouro   | Dwight Phillips       | Estados Unidos | 8,31     | 8,45     | x        | x        | x        | x        | 8,45      | SB    |
| Medalha de prata  | Mitchell Watt         | Austrália      | x        | 8,33     | 4,90     | 7,79     | x        | 8,06     | 8,33      |       |
| Medalha de bronze | Ngonidzashe Makusha   | Zimbabwe       | 8,29     | 8,15     | 8,14     | 8,00     | 8,07     | x        | 8,29      |       |
| 4                 | Yahya Berrabah        | Marrocos       | 8,03     | 8,23     | x        | x        | x        | x        | 8,23      |       |
| 5                 | Luvo Manyonga         | África do Sul  | 8,21     | x        | 7,82     | x        | x        | x        | 8,21      |       |
| 6                 | Aleksandr Menkov      | Rússia         | 7,74     | 8,19     | x        | x        | 8,07     | x        | 8,19      |       |
| 7                 | Christian Reif        | Alemanha       | 7,90     | 8,19     | x        | 7,98     | x        | 7,97     | 8,19      |       |
| 8                 | Sebastian Bayer       | Alemanha       | 8,17     | 8,06     | 8,13     | 8,04     | 7,91     | 8,02     | 8,17      | SB    |
| 9                 | Will Claye            | Estados Unidos | 8,08     | 7,98     | 8,10     |          |          |          | 8,10      |       |
| 10                | Marcos Chuva          | Portugal       | 8,05     | x        | 7,99     |          |          |          | 8,05      |       |
| 11                | Christopher Tomlinson | Grã-Bretanha   | 7,86     | x        | 7,87     |          |          |          | 7,87      |       |
|                   | Deokhyeon Kim         | Coreia do Sul  |          |          |          |          |          |          | DNS       |       |

Legenda
| Recorde mundial       | Recorde mundial (World record)               |                       | Recorde africano                      | Recorde africano (African) |                                           | Q | Classificado por posição (Qualified) |
| Recorde do campeonato | Recorde do campeonato (Championship record)  | Recorde da América    | Recorde da América (Americas)         | q                          | Classificado por melhor tempo (Qualified) |   |                                      |
| Melhor marca do ano   | Melhor marca do ano (World leading)          | Recorde asiático      | Recorde asiático (Asian)              | DNS                        | Não largou (Did not start)                |   |                                      |
| Recorde nacional      | Recorde nacional (National record)           | Recorde europeu       | Recorde europeu (European)            | DNF                        | Não terminou (Did not finish)             |   |                                      |
| Recorde pessoal       | Recorde pessoal do atleta (Personal best)    | Recorde da Oceania    | Recorde da Oceania (Oceania)          | DSQ / DQ                   | Desclassificado (Disqualified)            |   |                                      |
| Recorde da temporada  | Recorde da temporada do atleta (Season best) | Recorde sul-americano | Recorde sul-americano (South America) | NM                         | Sem marca (No mark)                       |   |                                      |